# Jakob Bernoulli II
Jakob Bernoulli II   (Basilea, 17 d'octubre de 1759 - Sant Petersburg, 14 de juliol de 1789), o Jacques Bernoulli II fou un matemàtic suís, últim membre notable de la família Bernoulli.

## Vida i Obra
Era fill de Johann Bernoulli II i besnebot de Jakob Bernoulli, per això se'l coneix com a segon Jakob Bernoulli. Va ser el darrer dels membres d'aquesta família coneguts pels seus treballs matemàtics; Johann Bernoulli III era germà seu més gran.
Com d'altres membres de la família va estudiar lleis a la universitat de Basilea, però influït per l'ambient familiar es va decantar per les matemàtiques que havia estudiat amb el seu oncle Daniel Bernoulli. En morir el seu oncle el 1782 va intentar ocupar la seva plaça de professor a la universitat sense èxit. Va ser nomenat secretari de l'Enviat Imperial a Torí i Venècia, on coneixerà Antonio Maria Lorgna.
Poc després va rebre una oferta de Nicolaus Fuss per incorporar-se a l'Acadèmia de Ciències de Sant Petersburg (on havien estat treballant anys abans els seus oncles Daniel i Nicolaus). Malauradament va morir ofegat pocs anys després quan nedava pel riu Neva i pocs mesos després d'haver-se casat amb una neta d'Euler.
Els seus treballs versen sobre temes físic-matemàtics i van ser publicats a la revista de l'Acadèmia. Els temes estudiats per Jacob II van ser fonamentalment: l'elasticitat, la hidroestàtica i la balística.